# Мызникова
Мызникова — упразднённая в декабре 2015 года деревня в Верхотурском городском округе Свердловской области, Россия.

## Географическое положение
Деревня Мызникова муниципального образования Верхотурский городской округ была расположена в 45 километрах (по автотрассе в 57 километрах) к востоку-юго-востоку от города Верхотурье, на левом берегу реки Туры, в 2 километрах от села Меркушино.

## История
Деревня была основана в XVIII веке крестьянами по фамилии Мызниковы. Слово мыза в финно-угорских языках означает: отдельный дом, хутор, заимка. Слово вошло в обиход Урала благодаря переселенцами с северо-запада России, которые заимствовали его из эстонского или финского языков.
В декабре 2015 года областным законом № 144-ОЗ деревня была упразднена.

## Население
| 1873 | 2002 | 2010 |
| ---- | ---- | ---- |
| 103  | ↘0   | →0   |